# チャールズ・ハレ
サー・チャールズ・ハレ（英語: Sir Charles Hallé, 1819年4月11日 - 1895年10月25日）は、ドイツ出身のピアニスト・指揮者・作曲家。フランスやイングランドで演奏家として活動し、1858年にイギリス最古の専門家のオーケストラであるハレ管弦楽団を創設した。ドイツ名はカール・ハレ（ドイツ語: Karl Halle）。

## 生涯
プロイセン王国ヴェストファーレン州ハーゲンにて、クリスティアン・フリードリヒ・アンドレアス・ハレ（Christian Friedrich Andreas Halle, 1790年 - 1848年）とカロリーネ・ブレンシェット（Karoline Brenschedt, 1796年 - 1884年）の間に生まれた。オルガニストであった父親からピアノの手ほどきを受け、1835年にダルムシュタットでクリスティアン・ハインリヒ・リンクに師事する。1836年にパリへ行き、1848年の革命騒動まで同地で暮らした。この頃にルイジ・ケルビーニやショパン、リストらの芸術家と定期的に交流し、アルフレッド・ド・ミュッセやジョルジュ・サンドらの文学者と親交を結んだ。その後はジャン・アラールやオーギュスト・フランショームらと室内楽の夜の連続公演を始めて成功するが、1848年革命で妻と2人の息子を連れてロンドンに避難し、やがてマンチェスターに落ち着いた。
1850年に自宅で、1861年からはピカディリーのセント・ジェームズ・ホールにおいてリサイタルを催し、ロンドンの音楽界の一端を担うようになる。また、ピアニストとしてだけでなく、指揮者としても各地を回った。ハレは、イングランドで初めてベートーヴェンのピアノ・ソナタの全曲演奏を行なったピアニストとなり、ハレを通じて初めてベートーヴェンがイギリスの一般大衆に知られるようになった。ジョン・エラによって設立された「音楽同盟」や「ポピュラー・コンサート」に参加し、1853年からはマンチェスターの「ジェントルメンズ・コンサート」の監督に就任する。マンチェスターでは自身の連続演奏会に着手し、イングランドでは前代未聞の水準のオーケストラを立ち上げた。
ハレは1888年に、イギリス楽壇への功労により叙勲されてナイトになった。同年、ヴァイオリニストのヴィルマ・ヌールマン＝ネルーダと再婚する（ヴィルマはスウェーデン人作曲家ルードヴィグ・ヌールマンの未亡人であり、高名なモラヴィア人音楽家ヨゼフ・ネルダの娘であった）。ヴィルマ夫人は、1864年より指導的なヴァイオリニストとして活躍した、職業女性演奏家の先覚者であり、卓越した演奏家同士としてしばしばヨーゼフ・ヨアヒムとも交流して、男性演奏家との比較に堪えるだけの技巧を身に着けた。1895年にハレが世を去るまで頻繁に夫妻で共演し、1890年と1891年には2人でオーストラリアに演奏旅行を行なっている。夫の死後も音楽活動を続け、たとえば1907年には、ヨアヒムの追悼演奏会にも出演した。1901年には王妃アレクサンドラから「女王のヴァイオリニスト」の称号を授かっている。
1895年にマンチェスターで亡くなった。最初の妻との間の息子、チャールズ・エドワード・ハレは画家になった。
1995年10月25日にハレ没後100周年を記念し、ハーゲン高等専門学校においてピアニストのヴォルフガング・グレムザーが、このハーゲン出身のコスモポリタンの栄誉を称えて、ハレの作曲したピアノ曲の世界初演を行なった。

## 業績
ハレは、イングランドの音楽文化や音楽教育に重要な影響を及ぼした。ロンドンの聴衆にはもっぱらピアニストとして知られており、その演奏は、深みよりも正確さゆえに、暖かさよりも透徹した明晰さゆえに、また、強力な個性よりも譜面の完璧な再現ゆえに、聴衆に知れ渡ったらしい。それでも最も重要なのは、上辺だけの忠実さで作曲家の着想を伝えたのではなかったことである。非公開の場でハレのピアノ演奏に接する特権にあずかった者や、ハレの指揮の力強さや美しさ、想像力豊かな温もりを堪能することができた者は、まったくの異論を唱えるだろう。これについてそのような人たちは、間違いなくハレを、最先端に立つ最も情熱的な芸術家としての共感や、あらゆる楽派に対する非凡な理解力、それに鋭いユーモア感覚の持ち主と認めたのである。
ハレは最高の音楽をめぐって長く熾烈な闘いを続けたが、そのために自身の芸術の気高さを失念することは決してなかった。ハレは演奏技巧を若い頃に、つまりはリスト以前の時代に習得したため、比較的新しい音楽を演奏するにも、持ち前の軽やかさや正確さによって、音楽の機械的な伝達手段を見事なまでに隠しおおせたのであった。

## 註
1. ↑  Friedrich Wilhelm Halle

- この記事にはアメリカ合衆国内で著作権が消滅した次の百科事典本文を含む: Chisholm, Hugh, ed. (1911). "Hallé, Sir Charles". Encyclopædia Britannica (英語). Vol. 12 (11th ed.). Cambridge University Press. p. 853.